# Амбиция (списание)
Списание „Амбиция“ е българско онлайн издание за изкуство, бизнес, музика, фотография и спорт.
Основния фокус на изданието е интервюта с успели българи в България и чужбина. Целта му е да достигне до хора, вярващи в себе си и неспиращи да се доказват. Хора, които имат нужда от вдъхновение, за да продължават да правят малките крачки до целта. Показването на успешни примери стимулира и води до решителни действия. 
Списание „Амбиция“ вдъхновява и мотивира, и е предназначено за широк кръг от читатели. Всяка статия се превежда на английски език и се публикува на партньорското онлайн списание Success Stories Magazine. Нов брой излиза в началото на всеки месец.
Основател на списанието е Иван Белчев, главен редактор – Валя Кънчева. Сътрудници на списанието са Боян Бочев, Полина Чопаринова, Оги Начев, Пламена Петкова, Юлия Джарвис, Греам Джарвис, Веселина Борисова, Екатерина Ларсон, Ивелина Димитрова, Мая Цанева, Диян Русев и Силвия Димитрова.
Офисът на редакцията на списанието е в гр. Мюнхен. 

## Печатно издание
През октомври 2017 г. излиза от печат книгата „Вдъхновяващи истории на успели българи“ с ISBN 978-619-7432-00-8, която разказва за пътя на българи от цял свят в различни сфери на дейност и с различни разбирания за успеха. Иноватори, спортисти, музиканти, художници, майки, бизнесмени, фотографи, бохеми, пътешественици са само една малка част от голямата палитра на събеседниците. 
В книгата са включени разкази от първо лице на предимно непопулярни българи, но със силна житейска история. Това са например Иво, Мира и Мая от карамарана „Фата Моргана“, които оставят живота си в Канада и започват да обикалят света на тяхната лодка; Цвета Трендафилова – едно от водещите имена в дизайна на бижута; Веселин Райчев – софтуерен специалист, който е работил дълги години за Google, а сега разработва свои проекти. Даниела Джеймс – българката, която прави натурална и биокозметика, произведена във Великобритания. Владимир Джаркълов – спортист и икономист, завърнал се в родината след 7 години и основал спортен клуб по бразилско джу джицу. Сред известните събеседници в книгата „Вдъхновяващи истории на успели българи“ са писателя Иво Иванов, програмиста Христо Тенчев, предприемача Татяна Миткова, дизайнера арх. Мартин Ангелов. 